# VG-4.4
La Vía de Alta Capacidad Lourizán-Ardán o Variante de Marín es una vía para automóviles de la Junta de Galicia que transcurre entre Lourizán y Ardán, diseñada como una carretera limitada a 90 km/h para ser una vía de corta distancia y de poca Intensidad media diaria (IMD). No cumplen los estándares de doble calzada (autovía), ni esta previstada para la duplicación de esta dicha vía. La longitud de este tramo es de 13,02 kilómetros.
Se había dividido en 2 tramos, uno fue inaugurado en 2006, entre San Julián y Ardán y otro inaugurado en 2012, entre Lourizán y San Julián, con la alternativa de evitar la travesía de Marín.

## Tramos
| Denominación | Tramo                                     | Kilómetros | Año servicio |
| ------------ | ----------------------------------------- | ---------- | ------------ |
| VG-4.4       | PO-12 PO-11 Lourizán - EP-0019 San Xulián | 4,2        | 2012         |
| VG-4.4       | EP-0019 San Xulián - PO-551 Ardán         | 8,6        | 2006         |

## Salidas
| Velocidad | Esquema | Salida | Sentido Ardán                                                             | Carriles | Sentido Lourizán (PO-12 y PO-11) | Carretera   | Notas |
| --------- | ------- | ------ | ------------------------------------------------------------------------- | -------- | --- | ----------- | ----- |
|           |         |        | Comienzo de Variante de Marín VG-4.4 Procede de: PO-12 PO-11 Lourizán     |          | Fin de Variante de Marín VG-4.4 Incorporación final PO-12 PO-11 Dirección final: PO-11 Marín puerto PO-12 Pontevedra N-550 Santiago de Compostela PO-11 E-1 AP-9 Vigo Santiago de Compostela N-550 Redondela N-541 Orense | PO-12 PO-11 |       |
|           |         |        | viaducto La Iglesia 140 metros                                            |          | viaducto La Iglesia 140 metros |             |       |
|           |         |        | viaducto Almuiña 228 metros                                               |          | viaducto Almuiña 228 metros |             |       |
|           |         | 4      | EP-0019 Marín Figueirido                                                  |          | EP-0019 Marín Figueirido | EP-0019     |       |
|           |         |        | viaducto Pardavila 400 metros                                             |          | viaducto Pardavila 400 metros |             |       |
|           |         | 8      | PO-313 Marín Moaña AG-46 Cangas de Morrazo AP-9                           |          | PO-313 Marín Moaña AG-46 Cangas de Morrazo AP-9 | PO-313      |       |
|           |         | 10     | Seixo Aguete Loira                                                        |          | A Brea Piñeiro |             |       |
|           |         |        | río Loira 100 metros                                                      |          | río Loira 100 metros |             |       |
|           |         |        | Túnel 95 metros                                                           |          | Túnel 95 metros |             |       |
|           |         |        | Fin de Variante de Marín VG-4.4 Dirección final: PO-551 Bueu PO-551 Marín |          | Inicio de Variante de Marín VG-4.4 Procede de: PO-551 Ardán | PO-551      |       |